# ハマスタWAVE
『ハマスタWAVE』（ハマスタウェーブ）は、TBSのウェブサイト上で配信されていた、プロ野球・横浜ベイスターズ主催試合のインターネット中継。
タイトルに使用されているハマスタとはベイスターズの本拠地球場の横浜スタジアムの略称である。

## 概要
横浜ベイスターズ主催の試合をインターネット配信していた。同一シーズンの試合ならばいつでも見ることができた（2007年度は試合終了後一週間限定の配信だった）。
2006年6月27日、28日、29日に行われた対読売ジャイアンツ戦3連戦において試験的に配信され、2007年度より正式にサービス開始された。
生中継ではなくイニング終了ごとの配信で約15分程度遅れての配信だった。試合開始からのほか、イニングごと、ダイジェスト、ヒーローインタビュー等の再生方法もあった。また、配球などの情報がページ内に表示され、動画の進行に合わせて内容が逐次更新されるようになっていた。
2007年度は西京スタジアムなどの一部地方球場分は配信されなかったが、2008年度からはベイスターズ主催試合は全試合配信されるようになった。翌2009年度にはノジマがスポンサーとなり、1年間「nojimaスタジアム」に名称変更した。
また、YouTubeの公式チャンネルでは、得点シーンなどの映像が同時に公開されていた。
なお、本サービスは、TBSがベイスターズ球団を売却した2011年度をもって終了した（YouTubeで公開されていた動画は現在も視聴することができる）。親会社がDeNAとなった2012年度以降は、ベイスターズの主催試合全72試合の生配信をニコニコ生放送（映像はTBS制作の球団公式映像。解説は放送により有無が混在するがなしの場合が多い。ごくまれな解説付きの場合は本数契約のフリー解説者が担当。実況はフリーアナウンサーが行う）にて行っているほか、有料のものを含む複数のインターネット上での配信が行われている。

## 映像、実況音声について
- 映像は横浜ベイスターズの公式映像（TBSテレビが製作し、TBSニュースバードやテレビ神奈川・YOKOHAMAベイスターズナイター→tvkプロ野球中継 横浜ベイスターズ熱烈LIVE!!での中継で使用されているもの）を使用（技術協力は東通）。
- 実況音声は2007年度はTBSラジオ エキサイトベースボールの中継音声（系列局向けの裏送り用や通常電波には乗らない予備実況も含む）を使用。一部の試合はJRN系列局の音声を使用。2008年度以降は音声も公式映像のものを使用。よって2008年度以降は映像・音声ともTBSニュースバードの「ザ・プロ野球」[1]とまったく同一のものとなった。
- 解説者、実況アナウンサーはSAMURAI BASEBALLを参照。
- 2010年よりTBSニュースバードがハイビジョン放送を開始し、「ザ・プロ野球」も完全にハイビジョン制作になったことに伴い、映像のアスペクト比が16:9となった。

## エピソード
- 2007年6月24日の対オリックス・バファローズ戦では、4回表に登板した横浜・高宮和也の投球を実況の椎野茂が酷評。「水差し野郎」などのアナウンサーらしからぬ手厳しい発言が話題となった[2]。